# اسفندان (دیشموک)
اسفندان یک روستا در ایران است که در دهستان بهمئی سرحدی غربی واقع شده‌است. اسفندان ۹۷۶ نفر جمعیت دارد.